# Minneapolis City SC
Minneapolis City SC é uma agremiação esportiva da cidade de Minneapolis, Minnesota. Atualmente disputa a National Premier Soccer League.

## História
Fundado em 2016, a equipe é uma subdivisão do Stegman's Soccer Club, um clube de Minneapolis que disputa a MASL. O clube disputou em seu primeiro ano de existência a Premier League of America. Em 2017 a equipe se transfere para a NPSL.

## Estatísticas

### Participações
|  | Participações em 2020 |

| Competição     | Competição               | Temporadas | Melhor campanha  | Estreia | Última | P | R |
| Estados Unidos | Lamar Hunt U.S. Open Cup | 1          | Estreante (2020) | 2020    | 2020   |   | – |